# 能源号运载火箭
能源号运载火箭（俄语：Энергия）是苏联研制的一种重型运载火箭。美国国防部对这种火箭的代号是“SL-17”，美国国会的谢尔顿命名法（用于识别火箭的衍生型号）则称其为“K”（一说为L）。作为一种通用运载火箭，能源号至今仍保持着起飞推力的世界纪录（超过美国的土星5号）。能源号运载火箭由苏联能源科研生产联合体设计，用于包括暴风雪号航天飞机在内的各种航天载荷。控制系统的主要开发企业是隶属于Khartron科研生产联合体的“Electropribor”公司。“能源”号使用了四个捆绑式助推器，均由一个燃烧煤油/液氧的四室RD-170发动机提供动力，一个中央核心级使用四个由液氢/液氧燃料的单室RD-0120(11D122)发动机。运载火箭有两个功能不同的芯级：“能源”-“极点”，作为最初的测试配置，其中“极点”系统用作将有效载荷送入轨道的最后阶段；和“能源”-“暴风雪”，此时，“暴风雪”号航天飞机负责在最后阶段将有效载荷送入轨道。运载火箭有能力将大约100吨的货物送入近地轨道，20吨的货物送入地球静止轨道，32吨的货物通过跨月轨道送入月球轨道。运载火箭在退役前只进行了两次入轨飞行。在2022年美國太空發射系統首飛前，是世界上起飛推力最大的運載火箭。

## 研制背景
由于屡次发射失败和美国率先登月，苏联政府于1974年5月取消了原本为苏联登月计划开发的N1重型运载火箭。作为替代品，苏联于取消N1的同时开始了对能源号火箭的方案论证工作。为实现未来的太空开发计划，苏联人开展了一个巨大的火箭-空间系统的研制工程（包括RD-170高压补燃发动机、能源号火箭、天顶号火箭、暴风雪号航天飞机等等），能源号只是这个大系统的一部分。整个系统的研制费用估计高达140亿卢布。1976年，由能源科研生产联合体正式开始了对这个系统的开发，其中负责能源号火箭部分的总设计师为古巴耶夫。能源号火箭的设计目标是满足苏联在1990年代的发射任务，这包括：发射可多次使用的轨道飞行器（航天飞机）；向近地空间发射空间站舱段等大型载荷；向近地轨道和地球同步轨道发射重型军、民用卫星；发射大型深空探测器，等等。为了实现这个目标，正如NASA用航天飞机取代土星5号的计划，能源科研生产联合体提出了火神计划(Vulkan)，计划设计一种以质子号火箭为基础，使用与质子号相同燃料、比质子号更大、推力更强的、采用模块化设计的火箭。
能源号火箭被设计用来运载暴风雪号航天飞机 这也是能源号的载荷位于火箭的侧面而不是顶部的原因。但是能源号同样可以执行重型卫星的发射任务，能源号的第一次发射中携带了大型的军用有效载荷。
能源号只执行过两次发射任务，而且第一次发射中，有效载荷没有正常工作。能源－暴风雪计划的遗产是RD-170系列发动机和天顶号运载火箭。天顶号的芯级实际和能源号的助推器相同。

## 发射纪录
能源号在1987年5月13日第一次发射测试，苏联最初宣布能源号发射成功了一个模拟载荷。
1988年第二次发射时，能源号将暴风雪号航天飞机送入轨道。

## 计划中止
伴随着苏联解体，能源号火箭停止生产。虽然能源号不再生产，由其助推器发展的天顶号火箭仍在服役，其主发动机RD-170衍生的RD-171仍使用于天顶号火箭，宇宙神-5运载火箭使用RD-170的衍生型号RD-180。安加拉号火箭使用另一衍生型号RD-191。

## 衍生

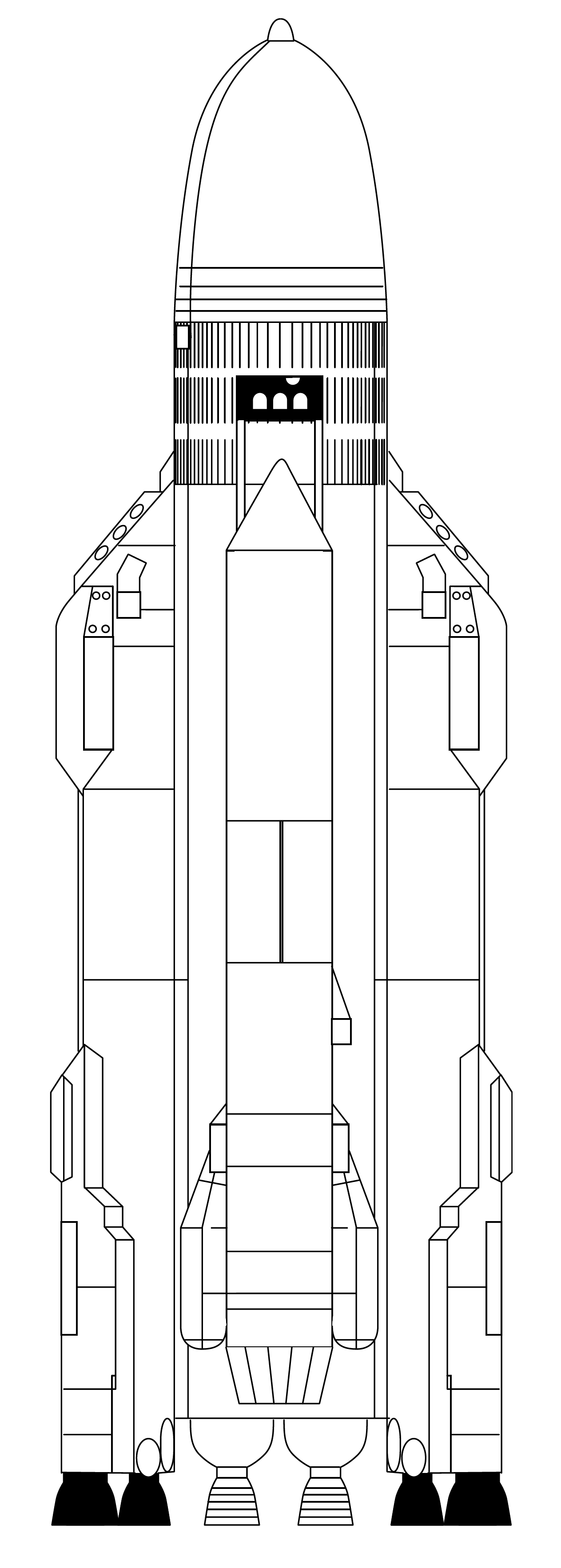
载荷为"极地"卫星的能源号
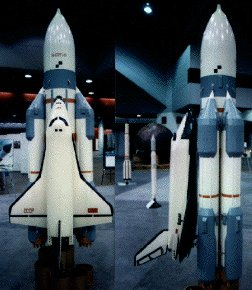
载荷为暴风雪号航天飞机的能源号
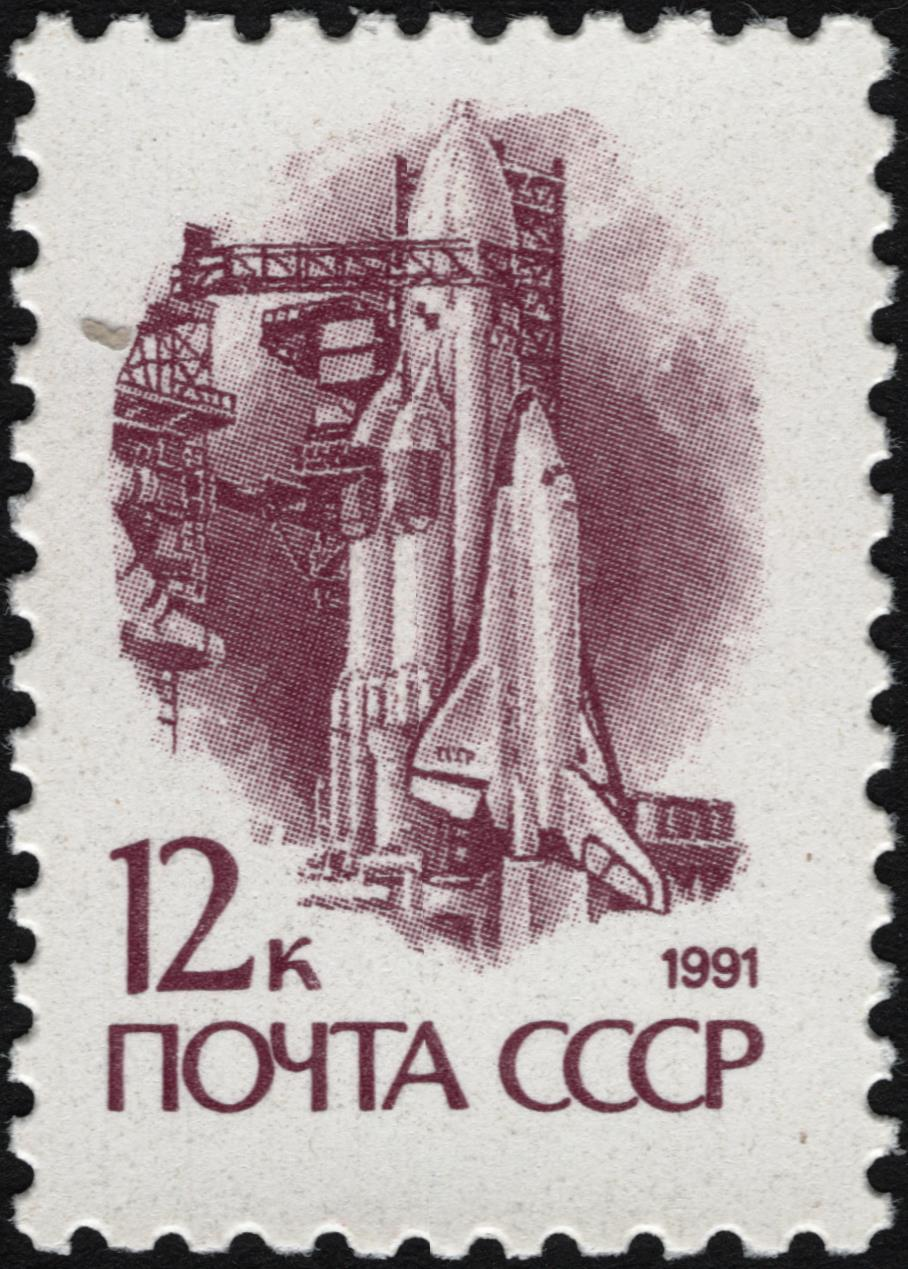
1991蘇聯紀念郵票

能源号有三种主要的衍生型号，每一种的有效载荷都截然不同。

### 能源号M
能源号M是最小的衍生型号，使用二到四个经过改装的天顶号火箭作为助推器，芯级中只有一个RD-0120发动机。能源号M旨在取代质子号火箭，但是在1993年输掉了和安加拉号火箭的竞争。

### 能源II号
能源II号，又称龙卷风号（Ураган）是一种计划可完全重复使用的火箭。该衍生型号的芯级可以自行再入和滑翔降落。

### 火神－大力神
火神－大力神（Vulkan-Hercules）是最大的能源号衍生型号，得名于两个俄罗斯火箭的代号（N1火箭和能源号原先的代号），采用了八个天顶号助推器，使用能源号M作为上面级，可以将175吨载荷送入轨道。

## 脚注
1. 1 2 3  Launch vehicle "Energia" Official Site
2. 1 2  Data for stages is based on thrust of the engines of the stage in vacuum of space.
3. ↑  . web.mit.edu.   [2021-07-24]. （原始内容存档于2017-10-02）.
4. ↑  Russian Space Web, Energia （页面存档备份，存于） page. Accessed 21 September 2010
5. ↑  B. Hendrickx. . Origins of Life and Evolution of the Biosphere. 2002, 32 (3): 275–278. ISSN 0169-6149. doi:10.1023/a:1016582308525.
6. ↑  Bart Hendrickx和Bert Vis, Energiya-Buran: The Soviet Space Shuttle (Springer Praxis Books, 2007) Link （页面存档备份，存于）
7. ↑  Godwin, Robert. . Space Pocket Reference Guides. Apogee Books. 2006: 59. ISBN 1-894959-39-6.

## 资料来源
- 《世界航天运载器大全》，宇航出版社，编辑委员会主任：龙乐豪，ISBN 7-80034-758-3
- 能源号运载火箭